# فلاديمير زوريكين
فلاديمير كوزما زوركين (بالروسية: Влади́мир Козьми́ч Зворы́кин) مهندس أمريكي روسي المولد. مخترع أيقونات مجالات الصورة والصوت المرسل والمستلم الأول للتفلزيون ، أبو التلفزيون الحديث، يعتقد أغلبية الناس أن التلفزيون تتطور في منتصف القرن العشرين ولكن في بداية 1929 المخترع الروسي كوزما زوركين كان يتمتع بكامل نظام التلفزيون الحديث.
هذان الاختراعين (iconoscope مرسل وkinescope مستلم) شكلا نظام التلفزيون الألكتروني الأول حيث وضعت المفاهيم المبكرة للتلفزيون وقد تركزت على نظام مسح ميكانيكي بمحركات الأقراص الدائرية الكبيرة و أنتج هذا النوع من التلفزيونات عموماً بصورة حجم بوصة واحدة فقط وعلى شكل أجهزة ضخمة ثقيلة ، بالطبع لا يمكن استخدامها في المنازل" ولكن على أيه حال كل أنظمة التلفزيون المستقبلية مستندة على براءة اختراع زوركين 1923 ولقد طور أيضاً نظام الألوان الخاصة بالتلفزيون واخذ عليها براءة الأختراع سنة 1928.
جاء اختراع التلفزيون على يد عدة أشخاص بضمنهم المهندس الكهربائي الروسي الأميركي فلاديمير كوزما زوركين، الذي سجل براءتي الاختراع الأساسيتين للتلفزيون في 20 كانون الأول/ديسمبر 1938.

## السيرة الذاتية
(1889- 1982م). عالم فيزيائي أمريكي من أصل روسي ولد في موروم، كان مهندساً للإلكترونيات ويرجع إليه الفضل في الكثير من نواحي التقدم في علوم الإلكترونيات، بما في ذلك الراديو والتلفاز والمجهر الإلكتروني.
سافر إلى الولايات المتحدة عام 1919م، وبعد تعلمه التحدث بالإنجليزية، اتجه للعمل عام 1920م في قسم أنابيب المذياع بمؤسسة وستنجهاوس إلكتريك في بتسبيرج بولاية بنسلفانيا، حيث نال درجة الدكتوراه عام 1926م.
وفي مؤسسة وستنجهاوس، تولى زوريكين الإشراف على مجموعة من المهندسين الشبان ليعاونوه في تطوير آلة التصوير التِّلفازية وصمام التصوير. أما أكثر أعماله أهمية هناك فهي تطـوير آلة التصوير التلفازية المخزنة
(الإيكونوسكوب) وهي صمام كاميرا إلكتروني يحول الصور البصرية إلى إشارات إلكترونية يمكن بثُّها كإشارة متلفزة بعد أن تتحول إلى موجات راديوية.
وكان زوريكين أيضًا مسؤولاً مسؤولية تامة عن تطوير المجهر الإلكتروني. انظر: المجهر الإلكتروني.
وفي عام 1929م أصبح زوريكين مديراً لأبحاث الإلكترونيات في شركة الراديو الأمريكية ويُطلق عليها الآن شركة آر. سي. أيه (R.C.A). وتمت ترقيته نائباً لرئيس الشركة في عام 1947م.

## روابط خارجية
- فلاديمير زوريكين على موقع الموسوعة البريطانية (الإنجليزية)
- فلاديمير زوريكين على موقع ميوزك برينز (الإنجليزية)
- فلاديمير زوريكين على موقع إن إن دي بي (الإنجليزية)